# 漢國神社
漢國神社（かんごうじんじゃ）は、奈良県奈良市にある神社。式内社（小、論社）で、旧社格は県社。

## 歴史
推古天皇元年（593年）2月3日、勅命により大神君白堤（オオミワノキミ シラツツミ）が園神を祀ったのに始まると伝える。その後、養老元年（717年）11月28日、藤原不比等が韓神二座を相殿として合祀したという。かつては春日率川坂岡神社あるいは園韓神社と称していたが、韓神の韓が漢に、園神の園が國となり、「漢國神社」という社名になったと伝える。
貞観元年（859年）1月27日、平安京内の宮内省に当社の祭神を勧請し、皇室の守護神としたと社伝では伝えているが、平安京の園神社・韓神社の社伝とは矛盾している。
治承4年（1181年）12月、平重衡による南都焼討によって炎上する。文治4年（1188年）に興福寺一乗院覚昭大僧正の奏聞により、率川・坂岡両所の造営があった。慶長年間（1596年 - 1615年）になって、徳川家康より法蓮村において知行田5反余りを寄付され、社殿の修理を行った。
明治時代になると県社に列せられている。

## 祭神
- 主祭神 - 大物主命、大己貴命、少彦名命

園神（そのかみ）として大物主命、韓神（からかみ）として大己貴命・少彦名命を祀る。延喜式神名帳で宮中宮内省に祀られ名神大社に列すると記される園神社・韓神社は当社からの勧請であると社伝では伝える。

## 境内
- 本殿（奈良県指定有形文化財） - 三間社流造・桧皮葺で、屋根に箱棟を載せる[1]。桁行三間・梁行一間で、前方に一間の向拝がつく[1]。建造は桃山時代で、営繕の明細が記された慶長15年（1610年）の文書が神社に伝わるため、詳細を知ることができる[1]。
- 拝殿
- 林神社 - 祭神：林浄因、田道間守。境内社の林神社（りんじんじゃ）は、日本唯一の饅頭の神社。貞和5年（1349年）に元から来日し、漢國神社社頭に住居して日本初となる饅頭を作ったという、饅頭の祖・林浄因が祀られている[1]ことが名前の由来。1978年（昭和53年）に菓祖神の田道間守を合祀し、饅頭・菓子の祖神の神社として関係業界の信仰を集める[1]。

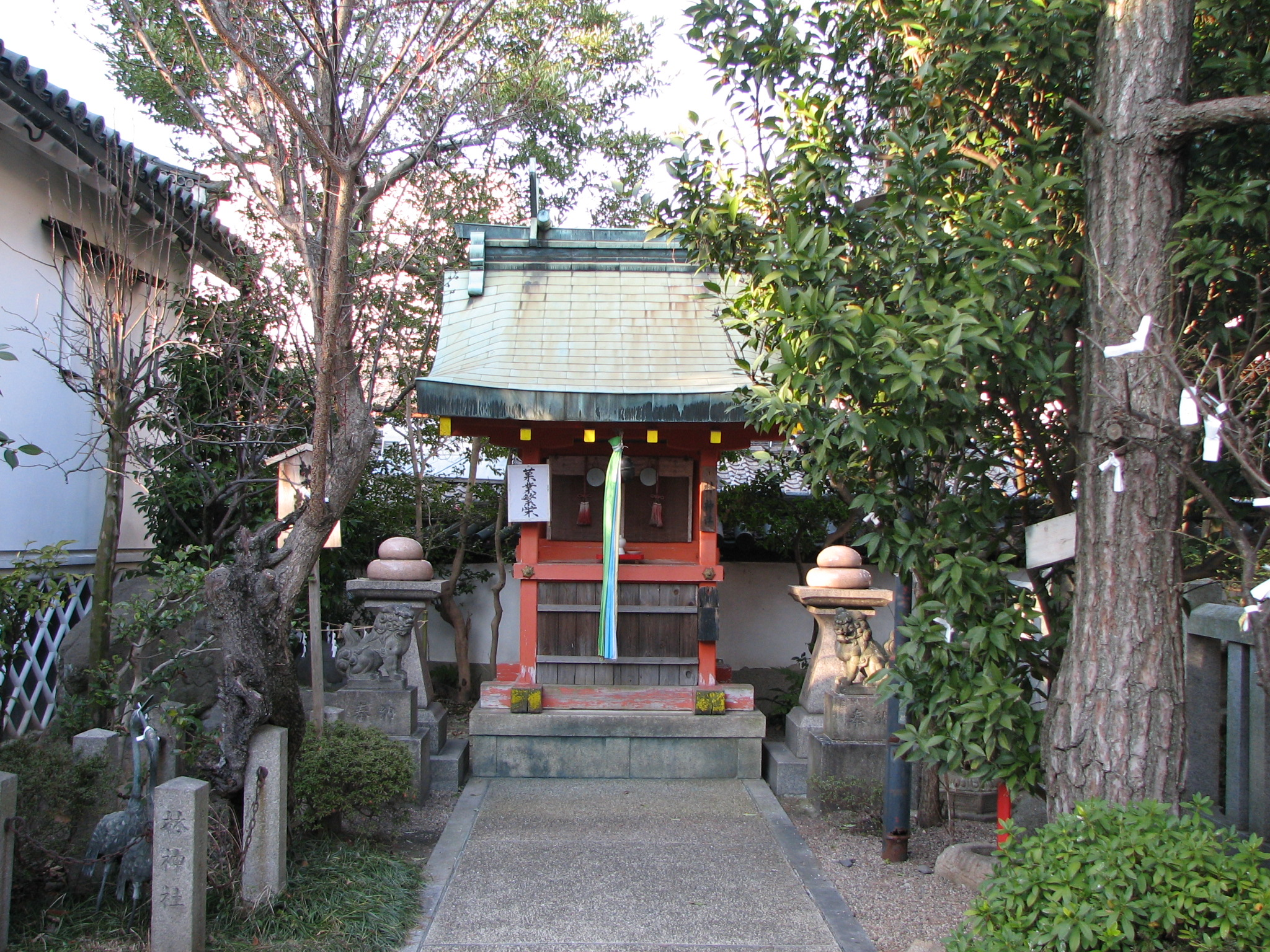
林神社

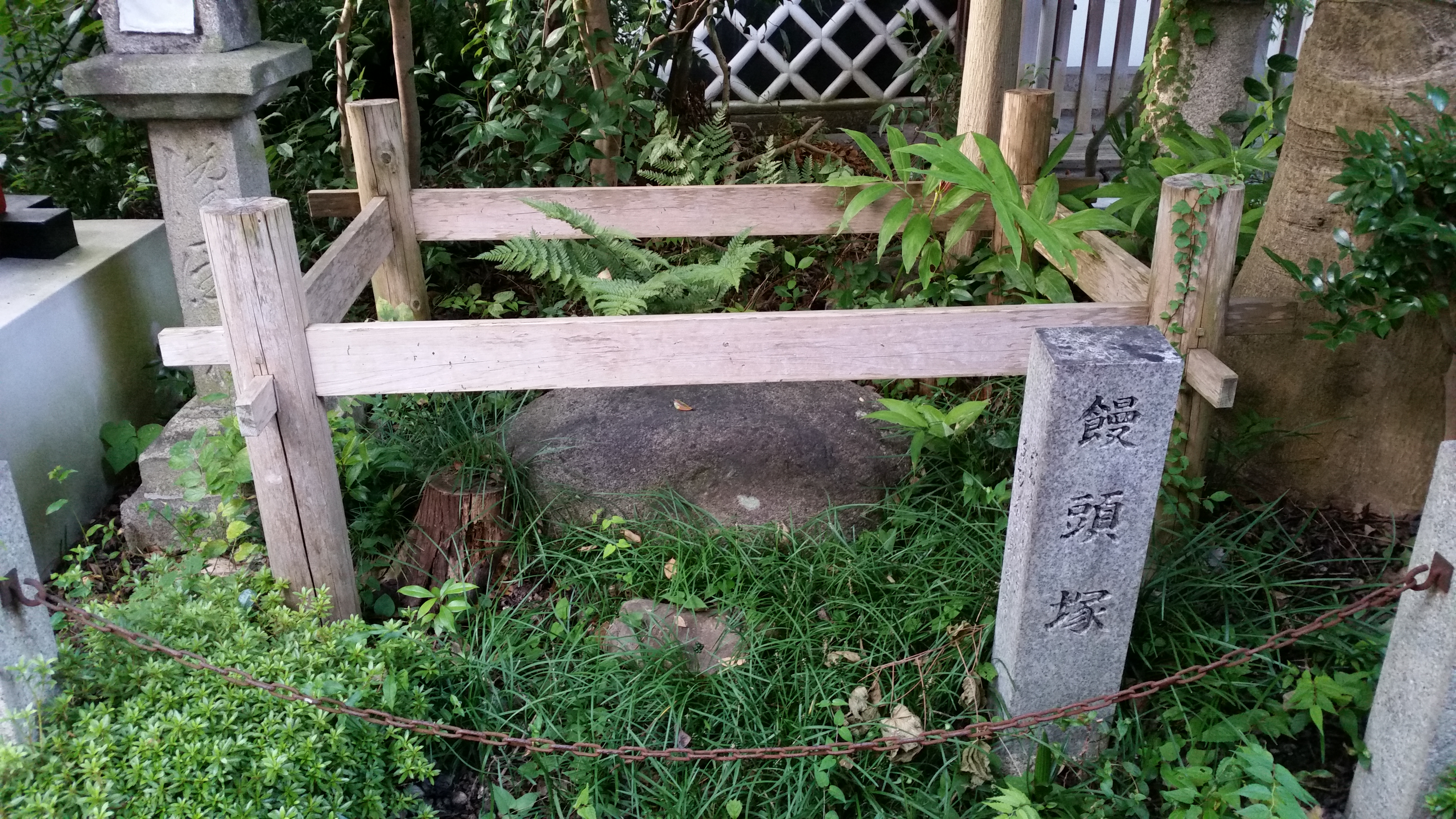
饅頭塚

林浄因の命日である4月19日には、菓業界の繁栄を祈願する例祭「饅頭まつり」が行われ、全国各地の菓子業者が神前に自家製の銘菓を献上するほか、一般参拝者向けにも無料で饅頭と抹茶がふるまわれる。また、林家から出た碩学、林宗二の著作『饅頭屋本節用集』に因み、民間印刷業の原点として9月15日、印刷・出版業界の参列のもと節用集祭りが執り行われる。
- 葵神社 - 祭神：東照大権現[1]
- 源九郎稲荷神社 - 祭神：宇賀御魂神[1]。1924年（大正13年）に山の寺から勧請した[1]。
- 八王子神社 - 祭神：八王子神[1]。伝に宗像正前大神とも、神屋楯姫命ともいう[1]。
- 水神社 - 手水舎に祀られている[1]。
- 鎧蔵 - 宝物として、慶長19年（1614年）の大坂冬の陣の際、徳川家康が社参し奉納した鎧1領[注釈 2]がある[1]。これを納める土蔵を鎧蔵と呼んでいる[1]が、現在は市指定有形文化財[注釈 3]に指定され、奈良国立博物館に保管されている[5]。現在神社では、神楽殿にレプリカが展示されている。
- 神楽殿
- 饅頭塚[1]
- 白雉塚 - 養老5年（721年）に百済より貢献された白雉が、同7年（723年）に当社に納められ、神亀元年（724年）9月18日これを埋めたとされる塚が残されている[1]。
- 表門
- 社務所

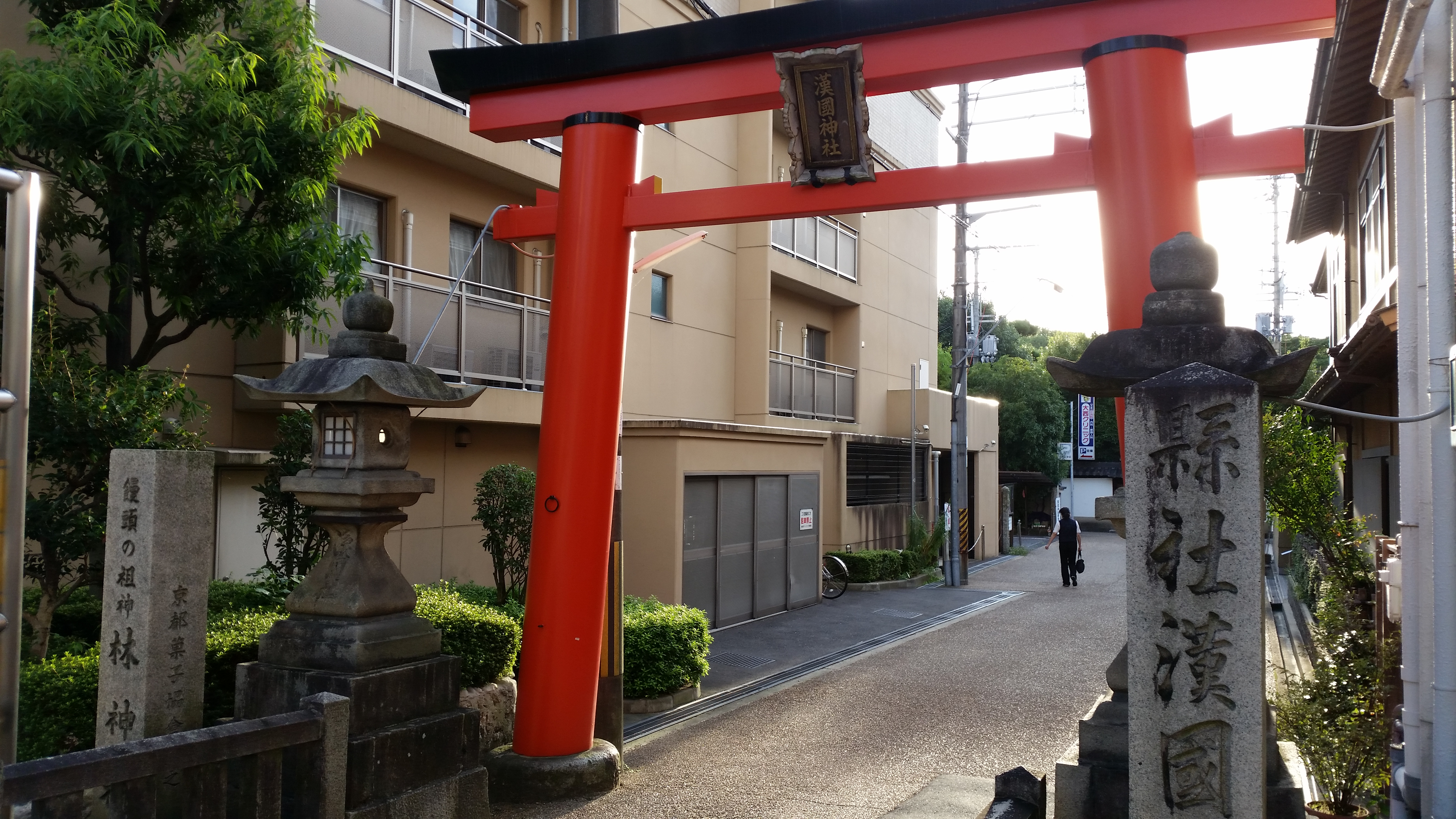
やすらぎの道沿いの鳥居
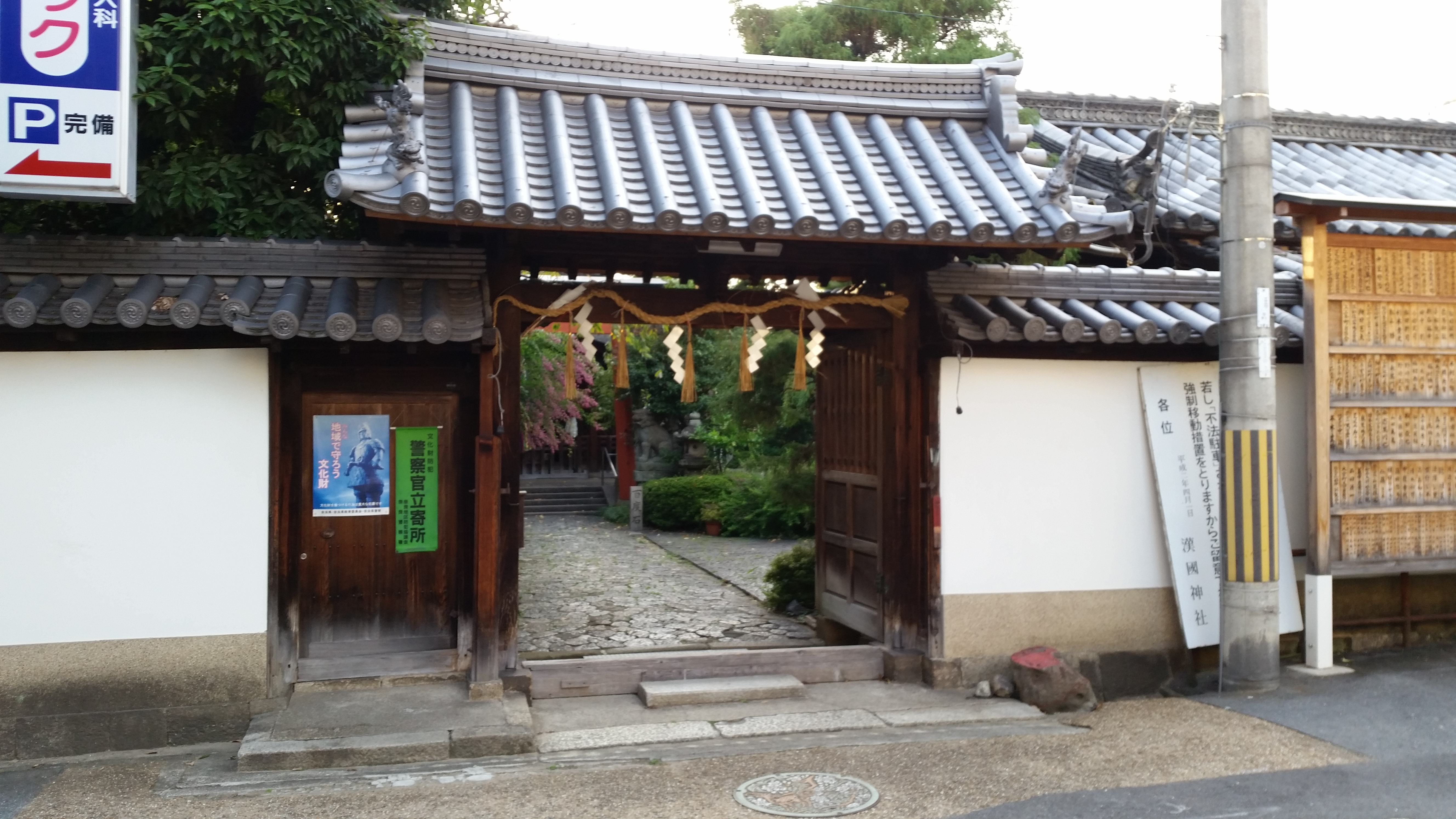
表門
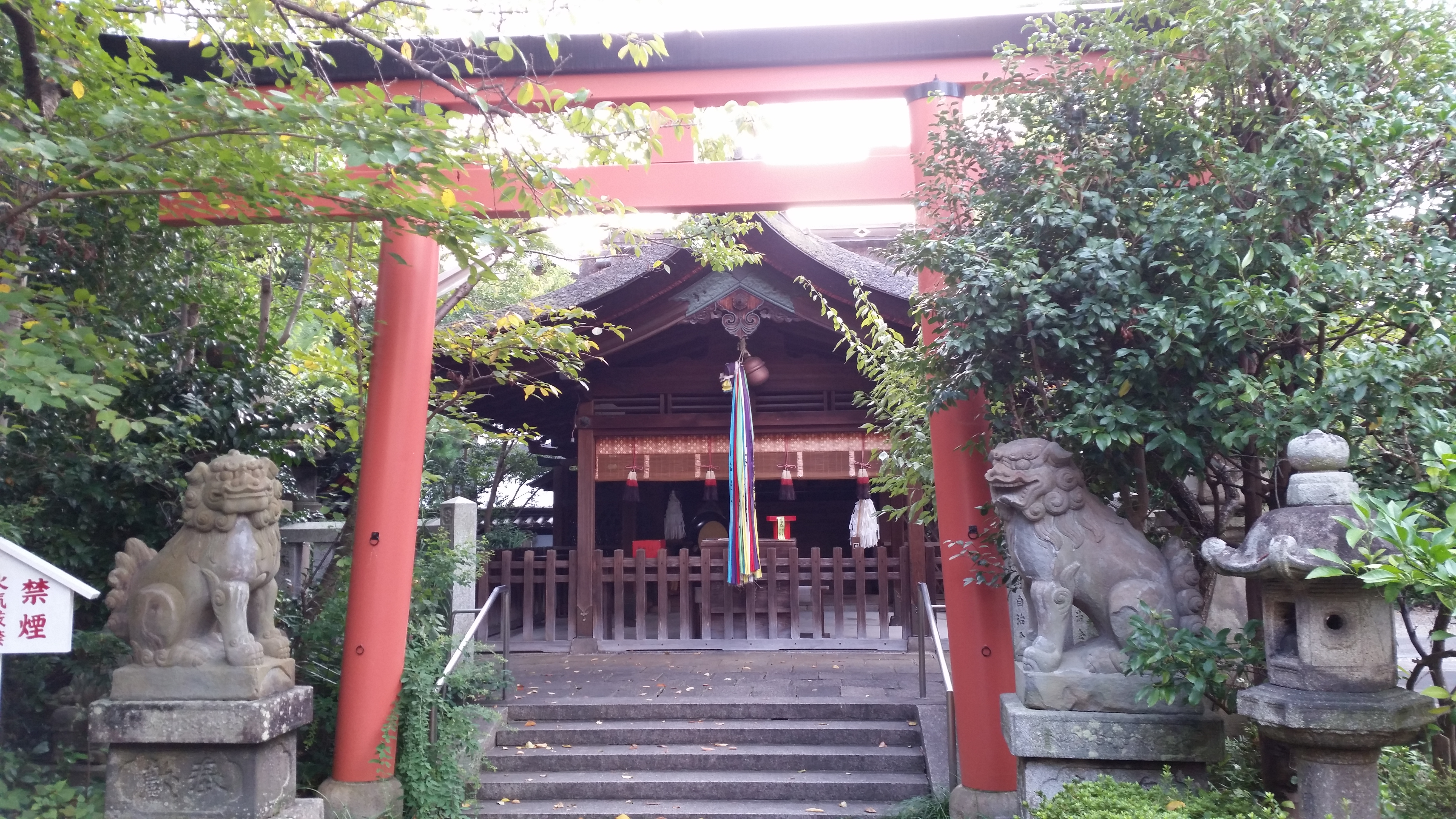
拝殿
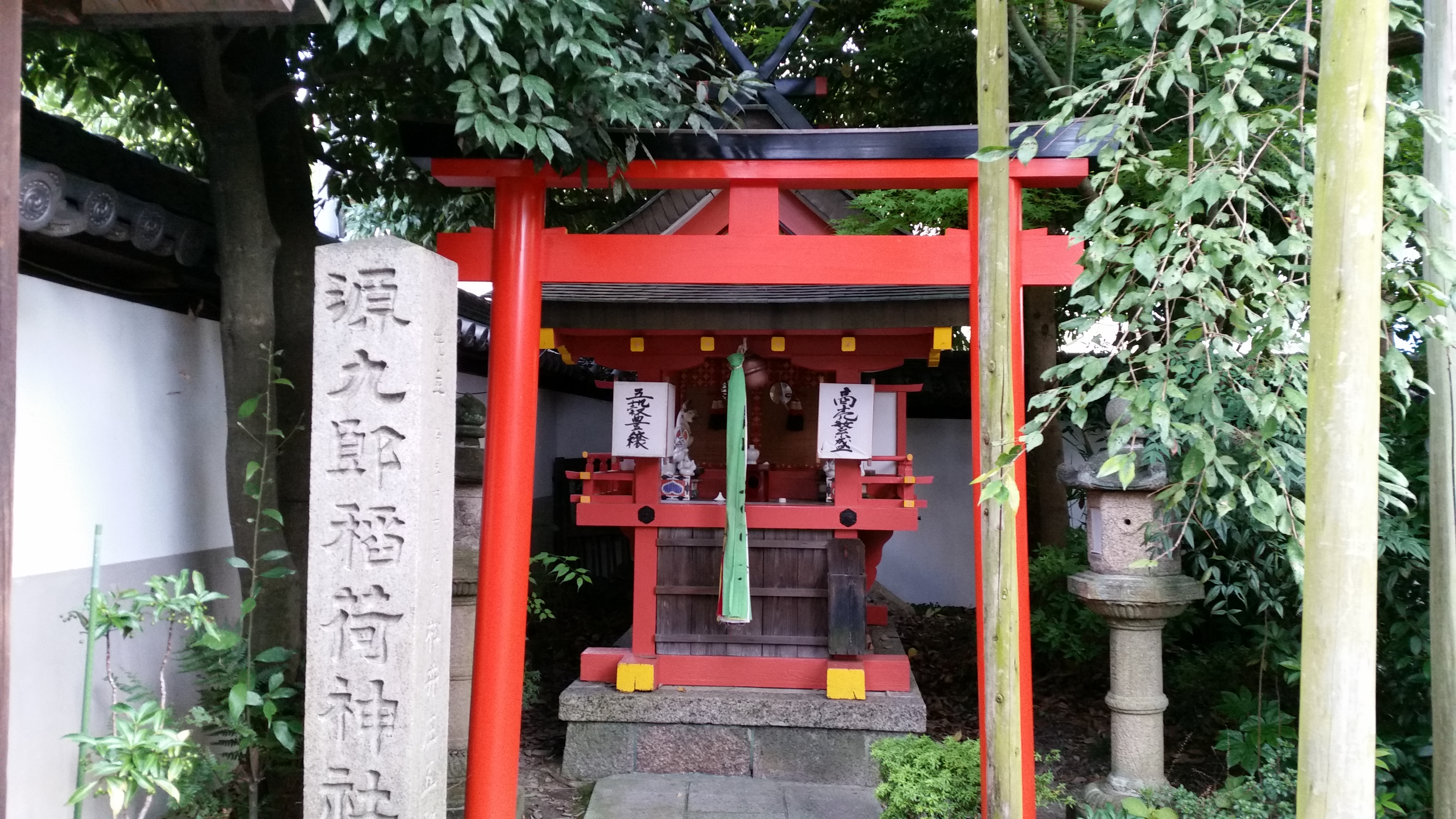
源九郎稲荷神社
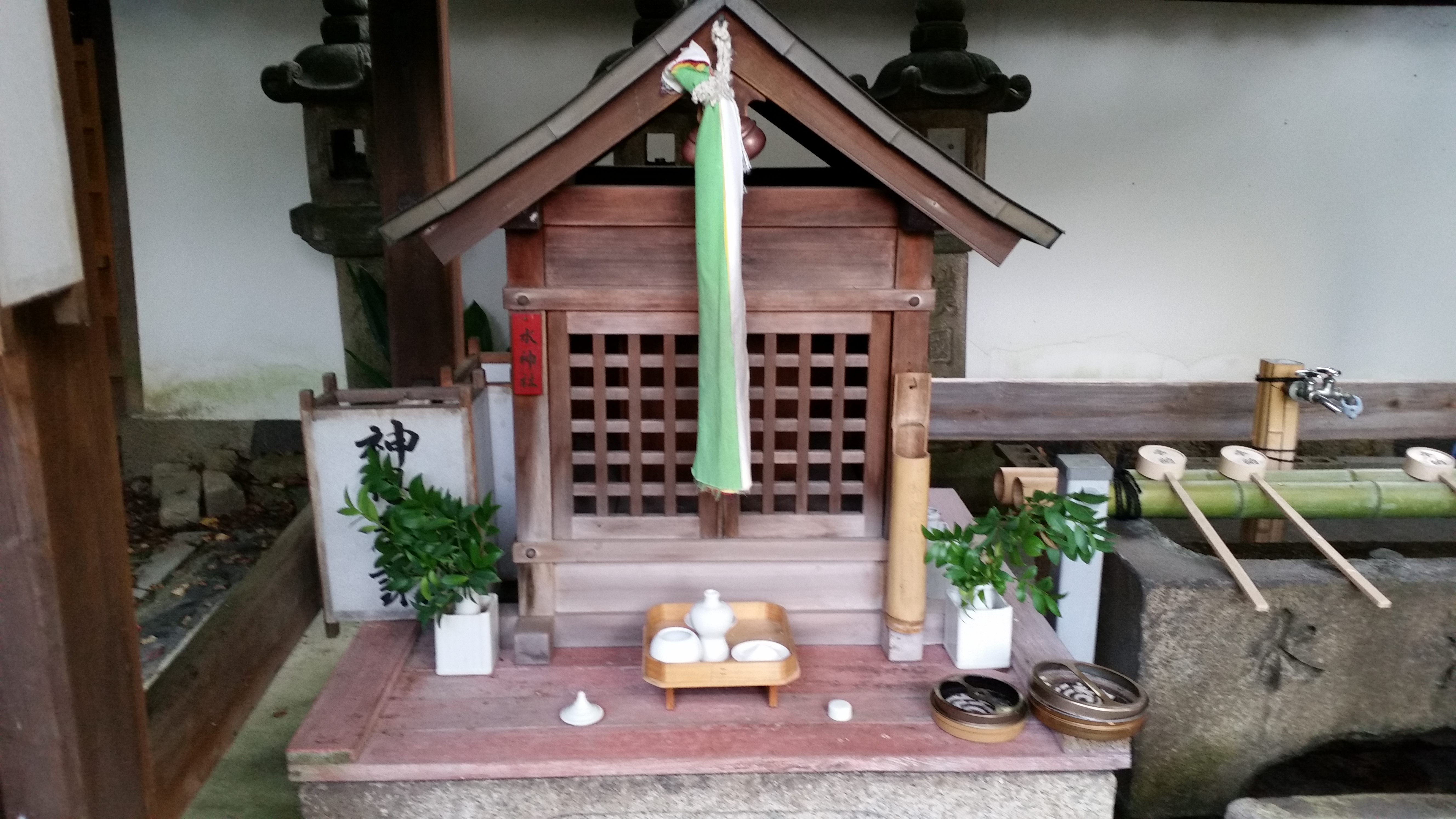
水神社
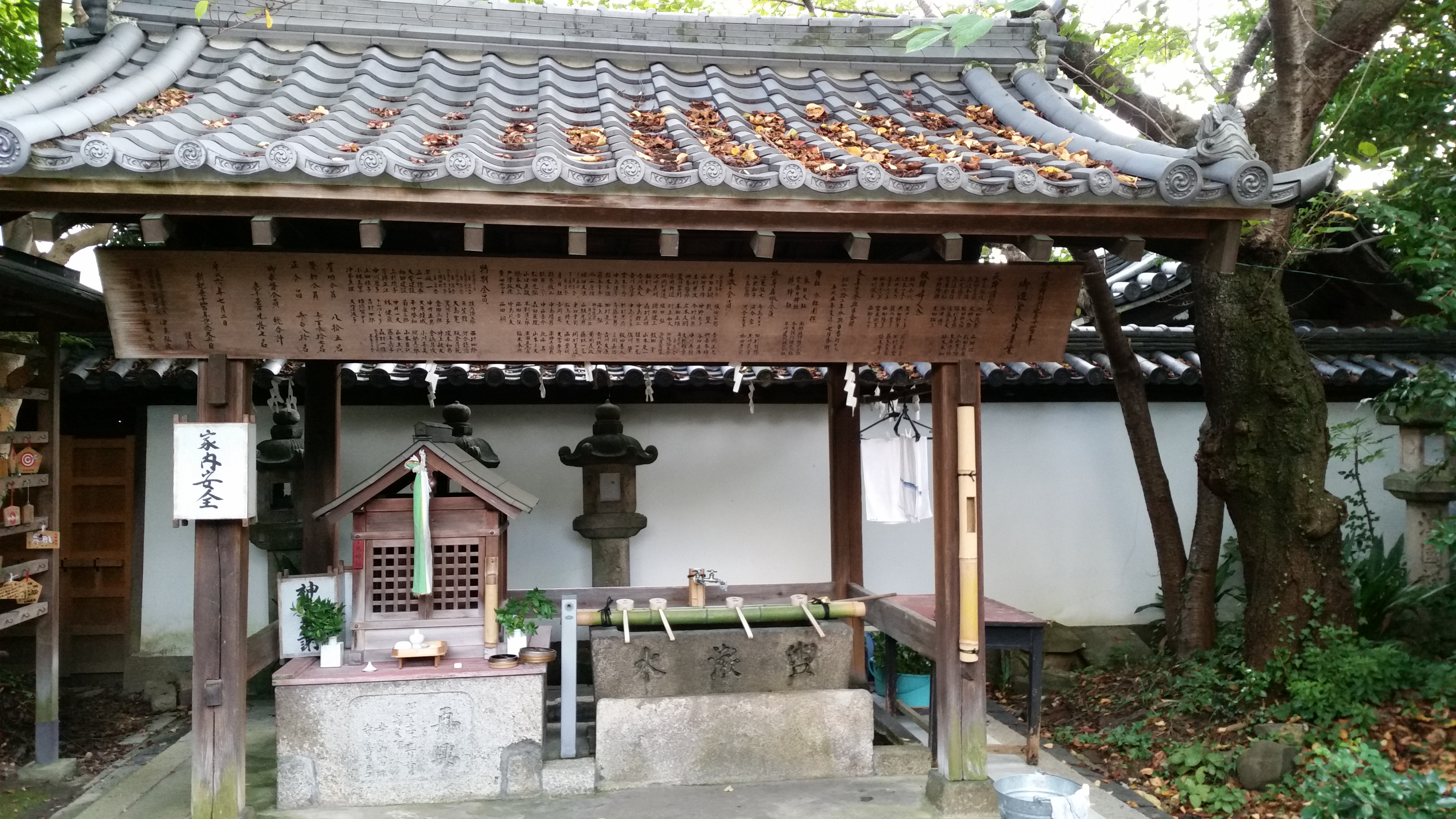
手水舎
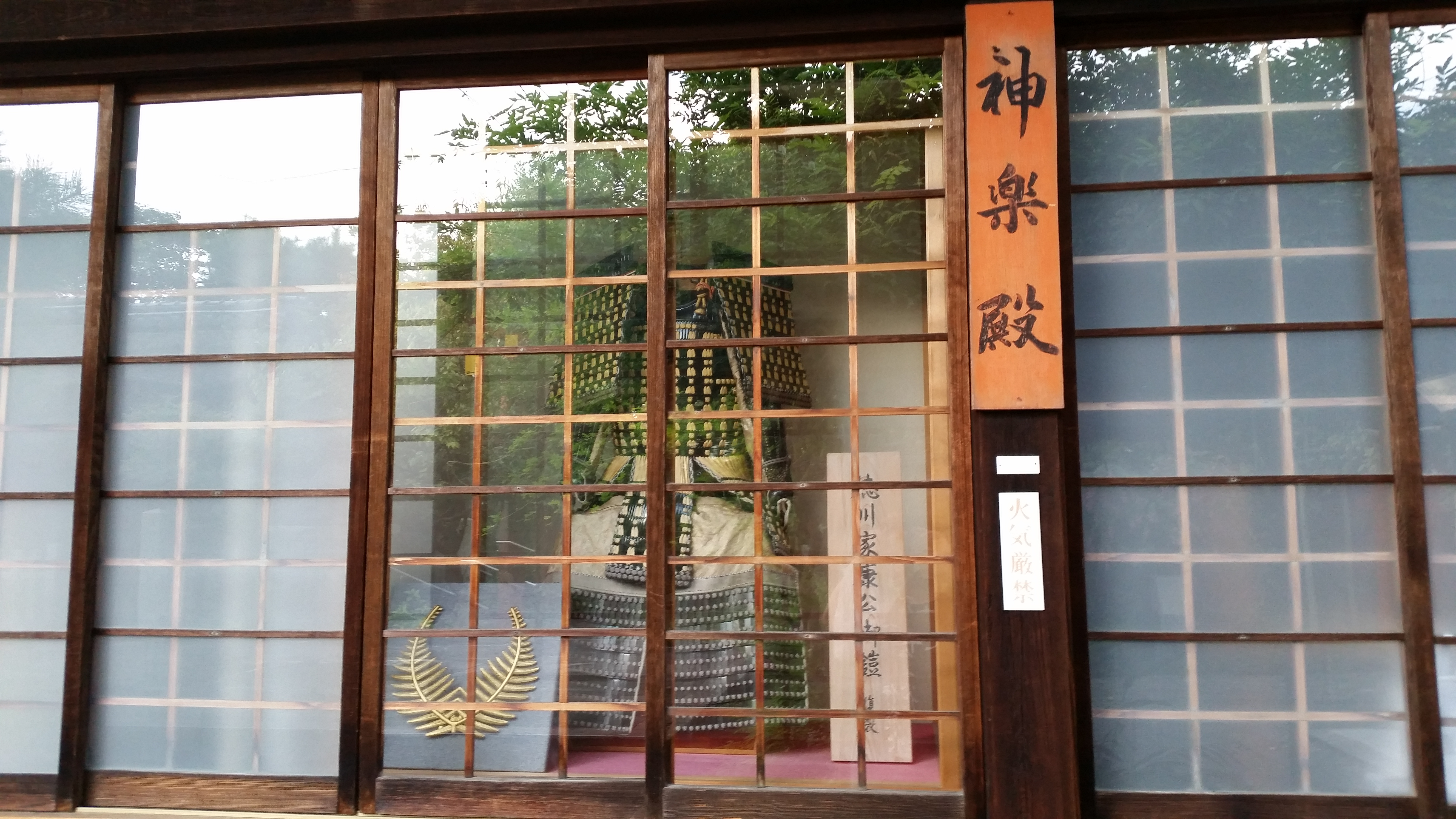
神楽殿と鎧レプリカ
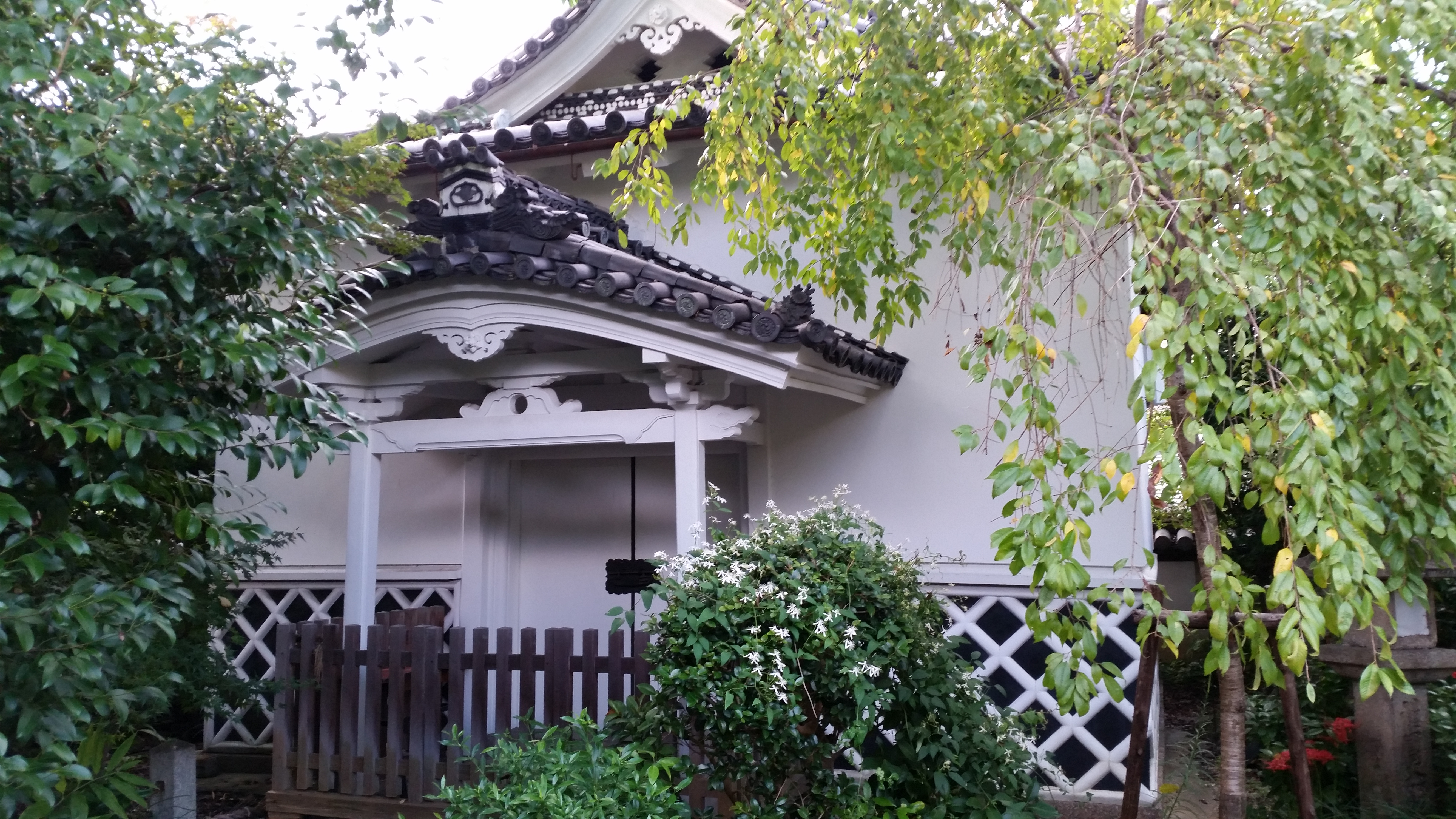
鎧蔵
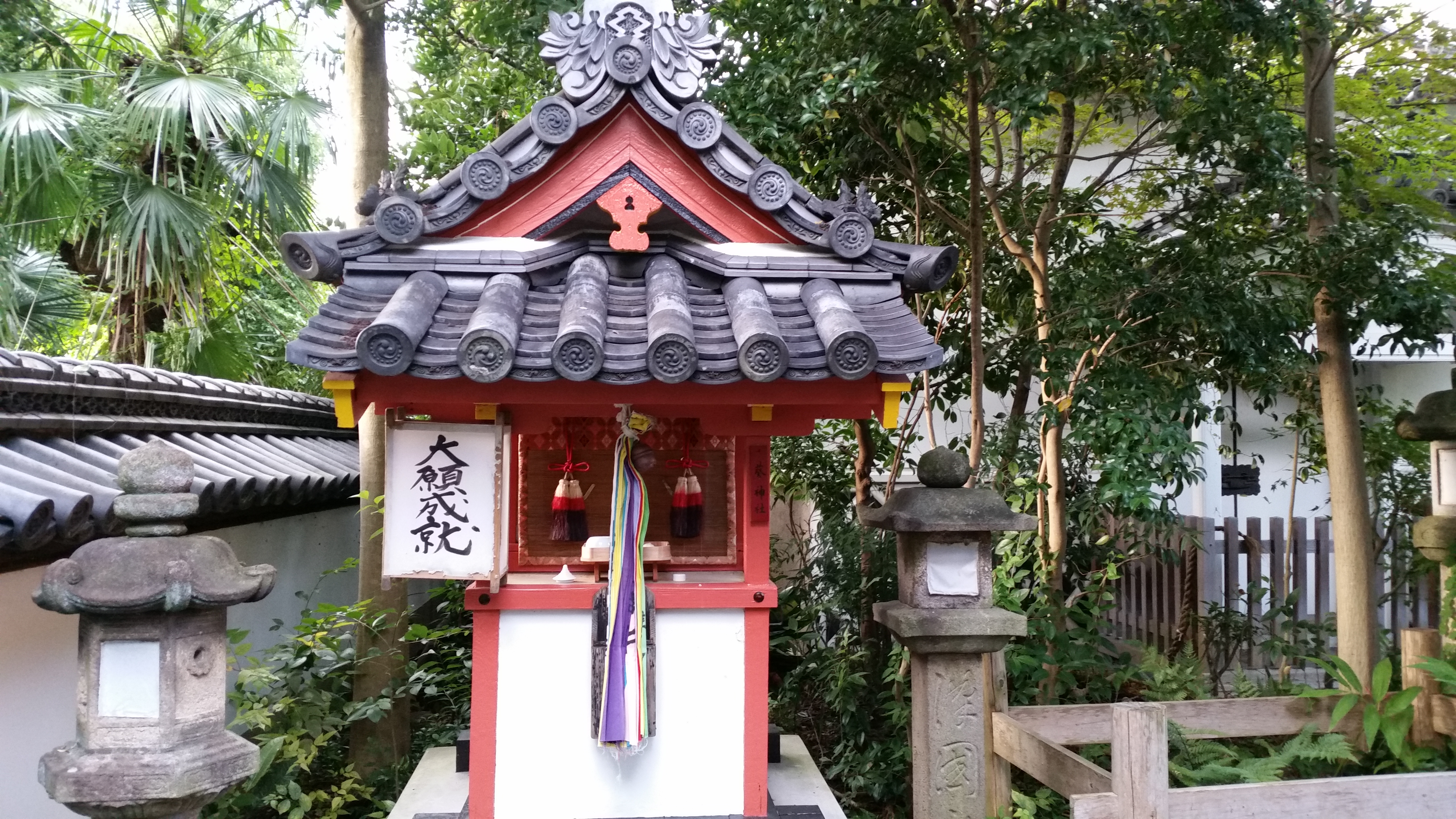
葵神社
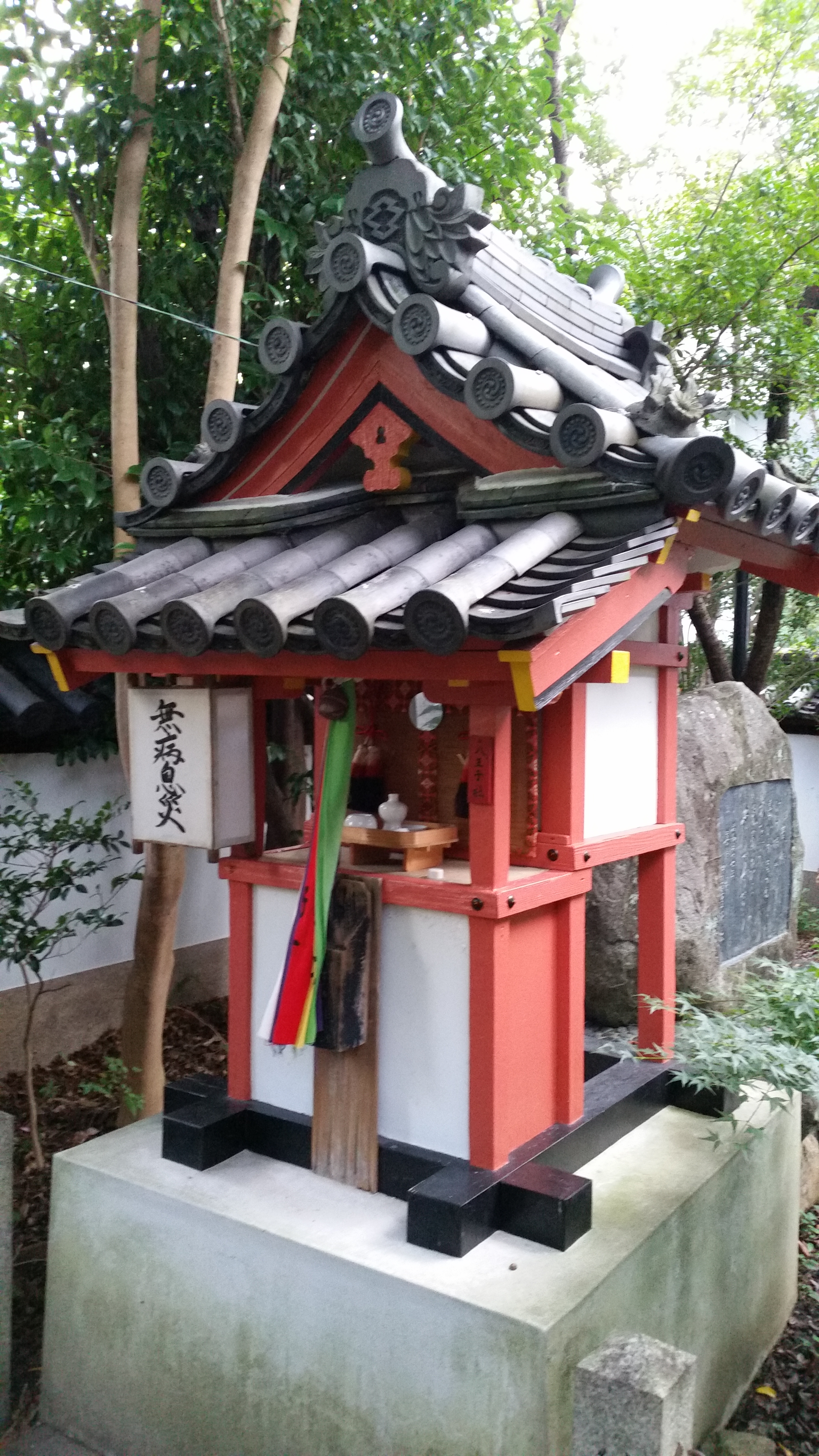
八王子神社

## 文化財

### 奈良県指定有形文化財
- 本殿 - 県指定有形文化財[注釈 4][5]。

### 奈良市指定有形文化財
- 茶糸威胴丸具足（附：漢国旧記 1冊、御鎧之由来・御兜之図 3巻、具足櫃 1合）1領 - 奈良国立博物館寄託。

## 交通アクセス
- 近鉄奈良駅7-S出口より徒歩2分（経路案内）。
- 奈良交通バス（市内循環外回り）で「近鉄奈良駅」下車、徒歩3分（経路案内）。
- JR奈良駅東口より徒歩11分（経路案内）。